# 鹿山 (台灣)
鹿山為臺灣玉山山脈中一條支脈尾稜的山肩，座落於高雄市桃源區梅山里，北邊離南投縣信義鄉交界超過1.5公里，標高2,980.76公尺，是台灣百岳中唯二高度未及3,000公尺者（另一座為六順山），設有編號7542三等三角點，位於玉山南峰東伸支脈的尾稜，玉山國家公園的範圍內。隔著荖濃溪上游溪谷與東南方的達芬尖山與東方的北面山（3,167公尺）對望，西邊連接玉山南峰再由玉山南稜往北接上玉山主峰、玉山東峰。

## 外部來源
- 【玉山群峰】鹿山 （页面存档备份，存于）—上河文化
- 台灣百岳介紹 （页面存档备份，存于）—台北市山岳協會